# Steinigtwolmsdorf
Steinigtwolmsdorf est une commune de Saxe (Allemagne), située dans l'arrondissement de Bautzen, dans le district de Dresde.